# Distrito de Moro
El Distrito de Moro es uno de los nueve distritos que conforman la Provincia de Santa, ubicada en el Departamento de Áncash, en el Perú.

## Historia
Los primeros pobladores de Moro vieron en la piedra y el barro material principal para su antiguas construcciones de aldeas, templos, palacios, fortalezas, etc., es muy antiguo y se remonta a unos 4,000 años o quizá más, como es el resultado preliminar de las exploraciones hechas en muchos sitios, entre ellos: Salitre, Moranuco, Huarcós, Kushipampa, San Isidro, Puente Piedra, Virahuanca y Vinchamarca. El barro, material constructivo preferido en la costa desde el litoral hasta los límites de Moro donde se inicia la región natural Yunga-, no fue desconocido ni relegado por los yungas morinos. Hay ejemplos de construcción con adobes de forma casi cilíndrica, plano convexa, paralelepípeda, tapia, que muestran los sitios de: Kushipampa, Paredones, Monte Común, Limonirca y La Huaca.
Posteriormente, los cultivos de vid y las bebidas derivadas de la uva se convirtieron en una de las principales fuentes de ingreso económico para las familias morinas, por el clima, la tierra y la labor realizada por generaciones continuas que posicionaron la agricultura en la fibra tradicional.  Además, el árbol de la palta y del mango, cuya producción activa es muy dependiente del recurso hídrico para resultados satisfactorios, permitió que algunas familias cuenten con 2 a 3 hectáreas de terreno cada una, y las que no poseen, puedan subemplearse de alguna manera como mano de obra.

### Moro en la guerra con Chile
Se han encontrado registros parroquiales de guerrilleros morinos que fueron muertos por los chilenos, destacando los nombres de Pedro Torres y Mariano Regalado. Los octogenarios morinos aún recuerdan que de niños, varios ancianos hablaban sobre la guerra con el vecino país del sur durante los años 1879 - 1884 que duró el conflicto. En esos tiempos, Moro contaba con varias haciendas como Vinchamarca, Virahuanca, San Ignacio, Hornillos, entre otras. Luis Muñoz Cantina en su libro "Remembranzas de Moro" presenta el pago de un cupo de la población de Moro a los chilenos, lo que habla del sometimiento en el cual se encontraba el pueblo durante varios meses.

### Antigua Calle de Moro
Moro está ubicado a 485 m s. n. m. El nombre del distrito se explica de dos formas, haciéndola remontar hasta un origen incaico. La primera, que en aquellos tiempos era conocido con el nombre quechua de "Morunapampa" , cuya traducción al castellano seria "pampa de sembrío". Todavía se usa en el lugar un instrumento para sembrar denominado "moruna", que es un palo con una puntal al final, explicitando aún más el nombre "Morunapampa". Cuando llegaron los españoles, por alguna razón recortaron el nombre a" Muru" y más tarde castellanisada a Moro. La segunda versión hace derivar el nombre de "Moro Weta" (Moro varios colores y Weta : flor ), porque se dice que la población acostumbraba tener sus jardines llenas de flores, lo cual alegraba a propios y extraños.

## Ubicación
- Región: Chavín
- Subregión: Pacífico
- Región natural: Yunga (de 500 a 2500 m s. n. m.)[3]
- Provincia: Santa
- Capital: Chimbote
- Extensión: 359 km²

### Hidrografía
Básicamente Moro cuenta con tres ríos que son: el río Jimbe, río Chumbe o Laria y el río Loco.
El río Laria o Chumbe corre de este a oeste, se forma en la parte alta del distrito de Pamparomas (distrito vecino) y desemboca en el río Jimbe al norte de Moro.
El río Loco corre de sureste a oeste, paralelo con el río Laria, y desemboca en el río Jimbe al suroeste de Moro.

### Clima
Su ubicación y relieve geográfico determina a la misma, en la parte baja es cálido y relativamente húmedo; mientras en la parte alta es templado, frío, seco y llueve moderadamente.

### Caseríos

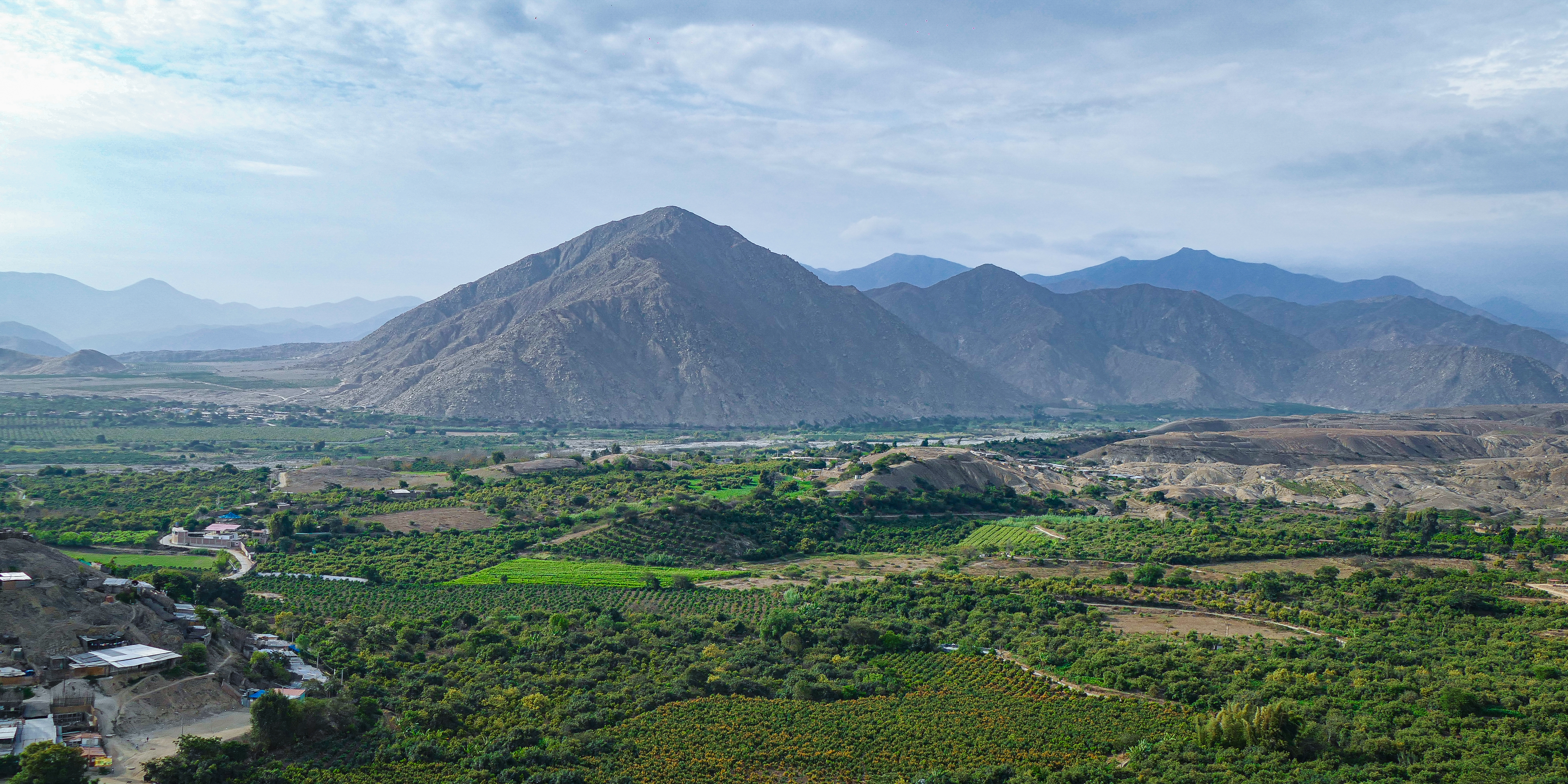
Vista panorámica desde el mirador de moro

## Rutas y distancias
- Lima – Moro: 433 km (6 h 50 min)
- Chimbote – Moro: 61.1 km (1 h 15 min)
- Jimbe – Moro: 22.7 km (40 min)
- Pamparomás – Moro: 45.9 km (1 h 30 min)
- Trujillo – Moro: 194 km (3 h 50 min)
- Carretera Panamericana Norte – Moro: 33.8 km (34 min)

## Autoridades

### Municipales
Véase la lista completa de los alcaldes en el siguiente anexo: Anexo:Alcaldes de Moro

#### Autoridades electas para el periodo 2023 - 2027[6]
- Alcalde: Julia Rosario Ochoa Salinas, de Movimiento Acción Nacionalista Peruano
- Regidores:
  - Pedro José Bonilla Díaz, de Movimiento Acción Nacionalista Peruano
  - Diana Milagros Miranda Villón, de Movimiento Acción Nacionalista Peruano
  - Jesús Alvino López Figueroa, de Movimiento Acción Nacionalista Peruano
  - Nivia Guadalupe Comesaña Méndez, de Movimiento Acción Nacionalista Peruano
  - Celia Gladys Dueñas Gutierrez, de Movimiento Regional El Maicito
- Gerencia municipal y Subgerencias:
  - Subgerencia de administración
  - Subgerencia de Desarrollo Económico
  - Subgerencia de Desarrollo Urbano y Rural
  - Subgerencia de Desarrollo Social

### Policiales
- Comisario: S1 PNP MATA HUAMALLAYI Marcos

### Religiosas

#### Parroquia Santo Domingo de Moro
- Párroco: Kleeberg Silva Garay